# Peigney
Peigney település Franciaországban, Haute-Marne megyében. Lakosainak száma 386 fő (2022. január 1.). Peigney Bannes, Champigny-lès-Langres, Chatenay-Mâcheron, Langres, Lecey, Orbigny-au-Val és Saint-Maurice községekkel határos.

## Népesség
A település népességének változása:
| Lakosok száma | 204  | 336  | 377  | 347  | 370  | 369  | 376  | 382  | 387  | 386  |
|               | 1968 | 1982 | 1990 | 2006 | 2013 | 2015 | 2017 | 2019 | 2020 | 2022 |